# Ponto Elefante

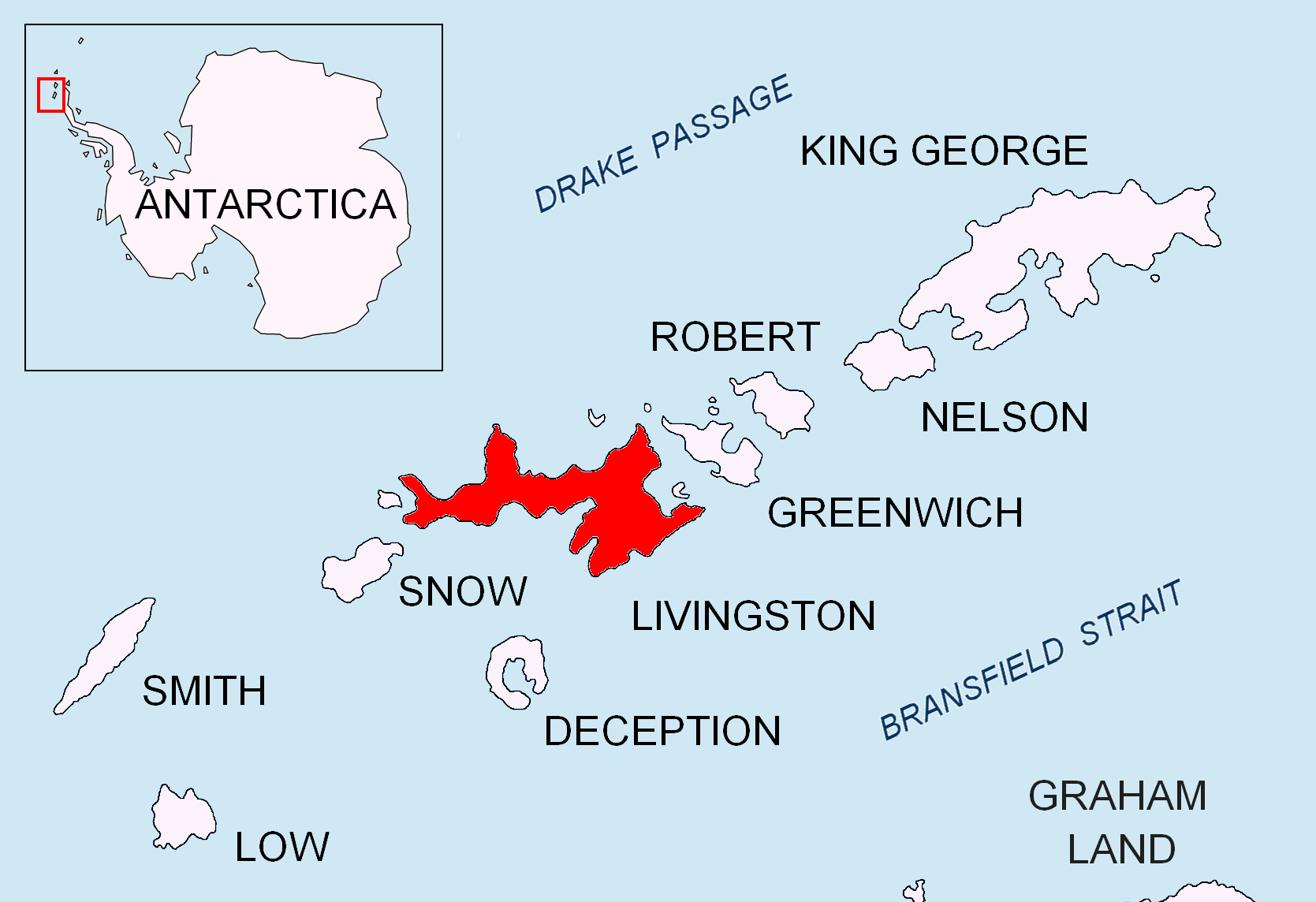
Localização da Ilha Livinston nas Ilhas Chetland do Sul

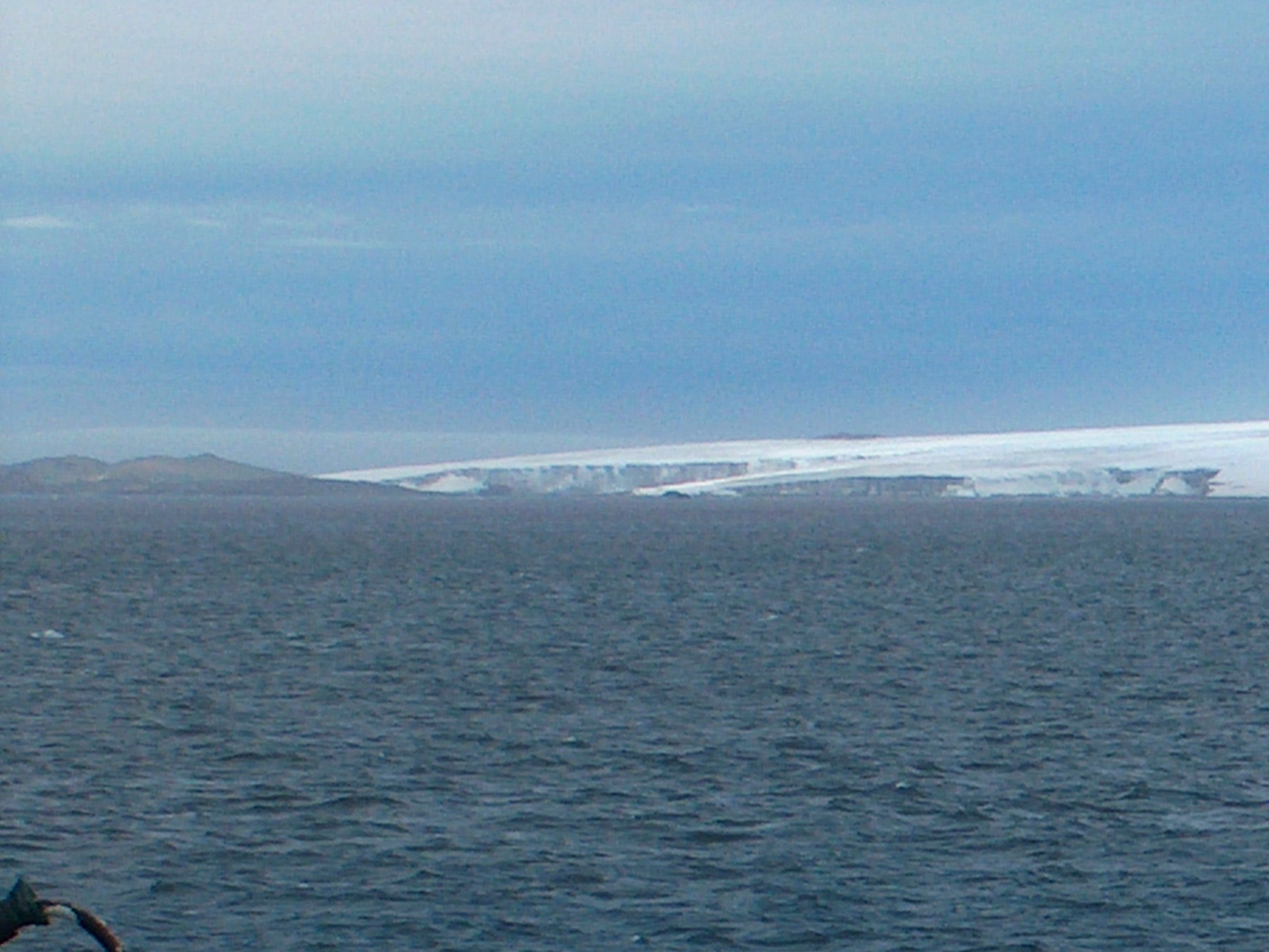
Ponto Elefante (à esquerda) perto de Ponto Hannah

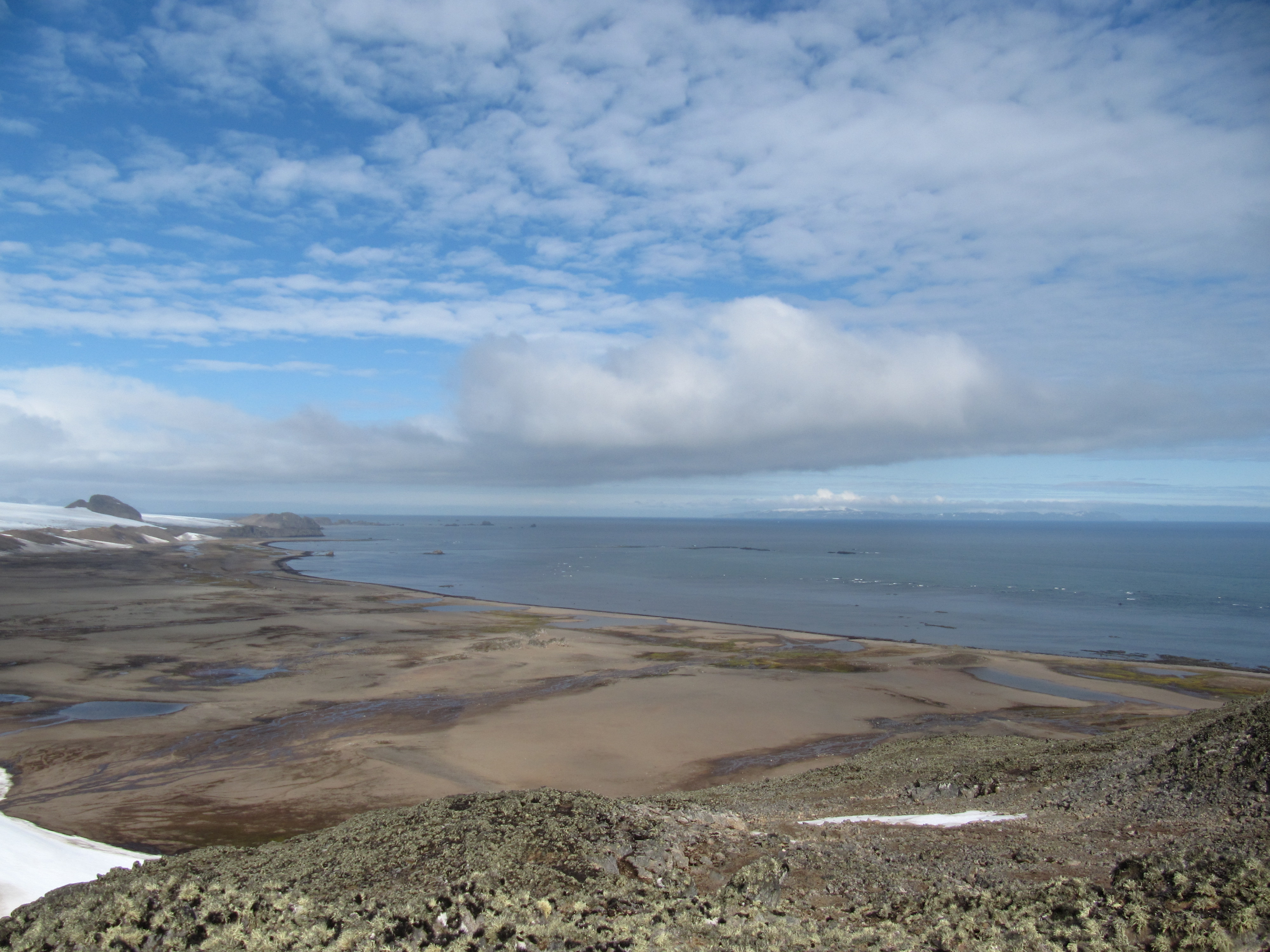
Praias sul da vizinhança do lago Basalt, na península de Byers.

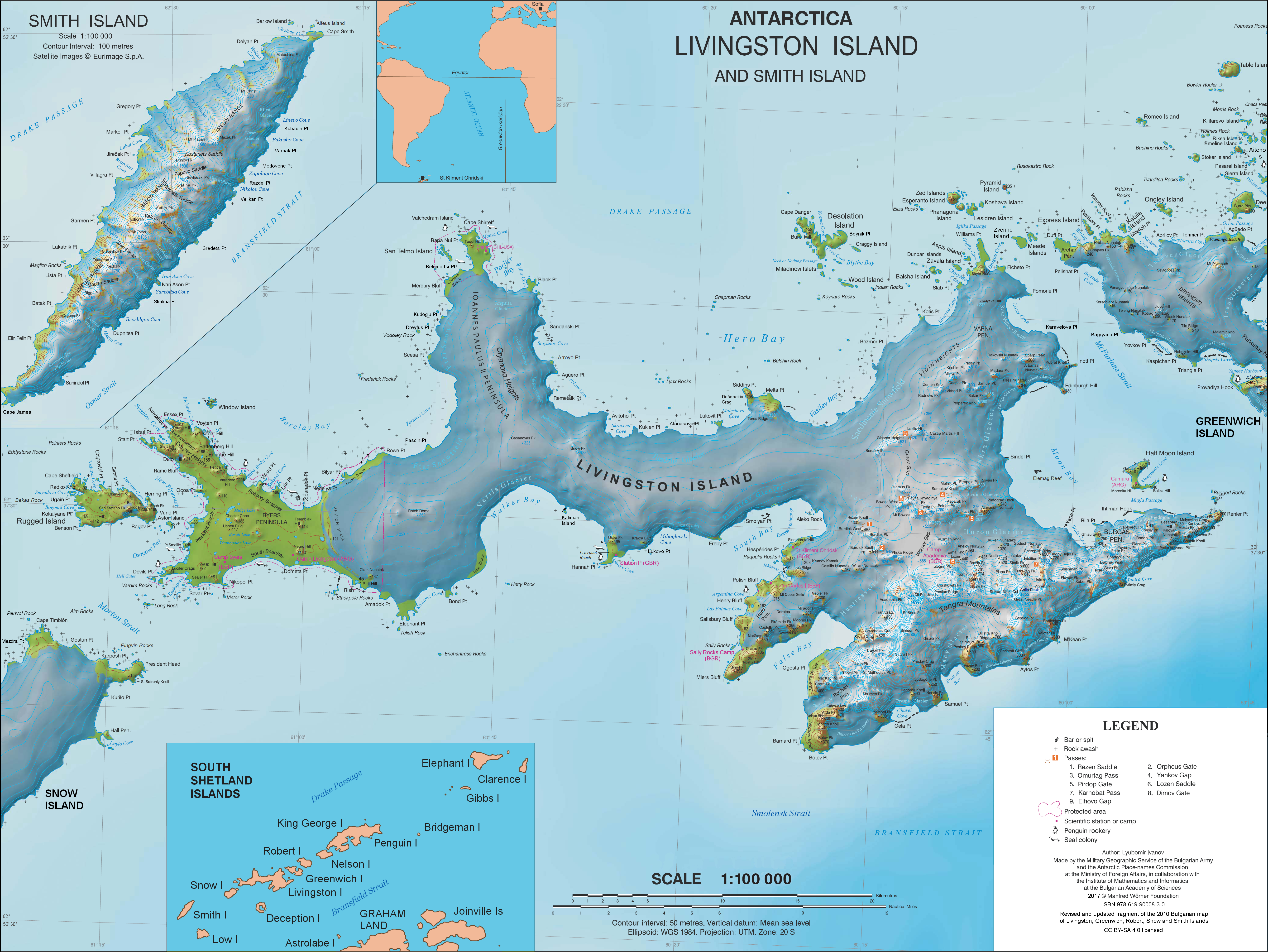
Mapa topográfico da ilha de Livingston e Smith

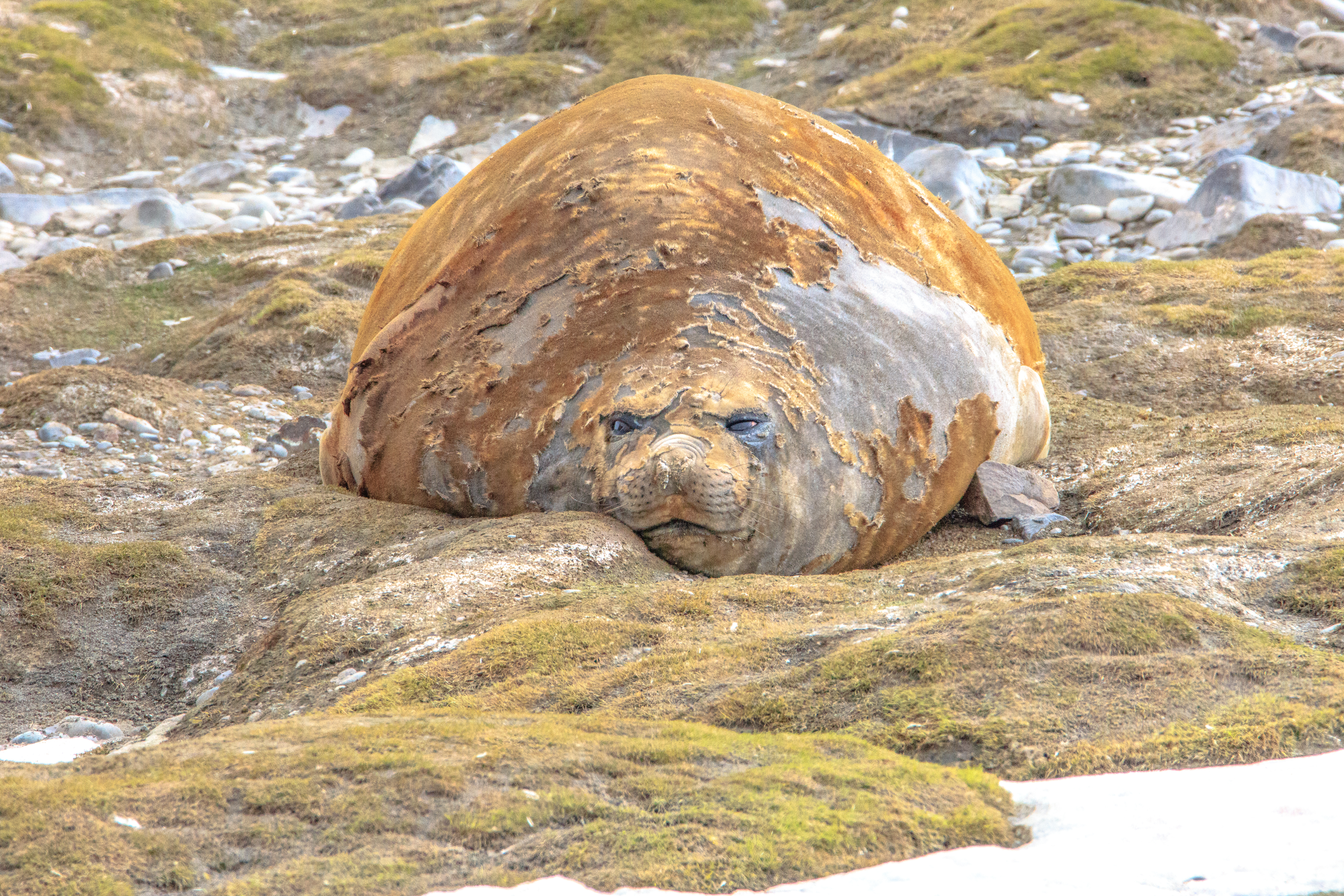
Elefante-marinho na capim antártico em Ponto Elefante

Elephant Point é um pequeno promontório predominantemente sem gelo, projetando 2 km no estreito de Bransfield, na extremidade sul da metade oeste da ilha de Livingston, nas ilhas Chetland do Sul, na Antártica . O ponto forma o lado sudoeste da entrada da Caverna cove e é encimado pelo Rotch Dome no norte. Superfície sem gelo 109 hectares (270 acre(s)s) . O lago Dryad está situado no lado oeste do ponto. A área foi visitada por caçadores do século XIX . 
O Lugar recebeu o nome da espécie de focas-elefante . 

## Localização
O ponto mais meridional do elemento está localizado em 62° 41′ 35″ S, 60° 51′ 28″ O que é 12,1   km leste-sudeste de Nikopol Point, 3.95   km ao sudeste de Clark Nunatak, 3.08   km a sudoeste de Bond e 13,2   km a oeste-sudoeste de Hannah . Mapeamento britânico em 1821 e 1968, espanhol em 1991 e búlgaro em 2005 e 2009. 

## Mapas
- LL Ivanov et al. Antártica: Livinston e Greenwich, Ilhas Chetland do Sul . Escala 1: 100000 mapa topográfico. Sofia: Comissão Antártica de Nomes de Lugares da Bulgária, 2005.
- Banco de dados digital antártico (ADD). Escala 1: 250000 mapa topográfico da Antártica. Comitê Científico de Pesquisa Antártica (SCAR). Desde 1993, regularmente atualizado e atualizado.
- LL Ivanov. Antártica: Livinston e Smith . Escala 1: 100000 mapa topográfico. Fundação Manfred Wörner, 2017. ISBN 978-619-90008-3-0